# سنتز گابریل
سنتز گابریل (انگلیسی: Gabriel synthesis) گونه‌ای از واکنش‌های شیمیایی است که طی آن آلکیل هالیدهای نوع اول به آمین نوع اول تبدیل می‌شود. این واکنش به افتخار شیمیدان آلمانی زیگموند گابریل نامگذاری شده‌است.